# Leptodontium rhynchophorum
Leptodontium rhynchophorum är en bladmossart som beskrevs av Hugh Neville Dixon 1938. Leptodontium rhynchophorum ingår i släktet groddmossor, och familjen Pottiaceae. Inga underarter finns listade i Catalogue of Life.